# کریستوفر جرج
کریستوفر جرج (انگلیسی: Christopher George؛ ۲۵ فوریهٔ ۱۹۳۱ – ۲۸ نوامبر ۱۹۸۳) یک هنرپیشه اهل ایالات متحده آمریکا بود. وی بین سال‌های ۱۹۶۵ تا ۱۹۸۳ میلادی فعالیت می‌کرد.
از فیلم‌هایی که وی در آن نقش داشته است می‌توان به چیزام اشاره کرد.